# Wunderbaum

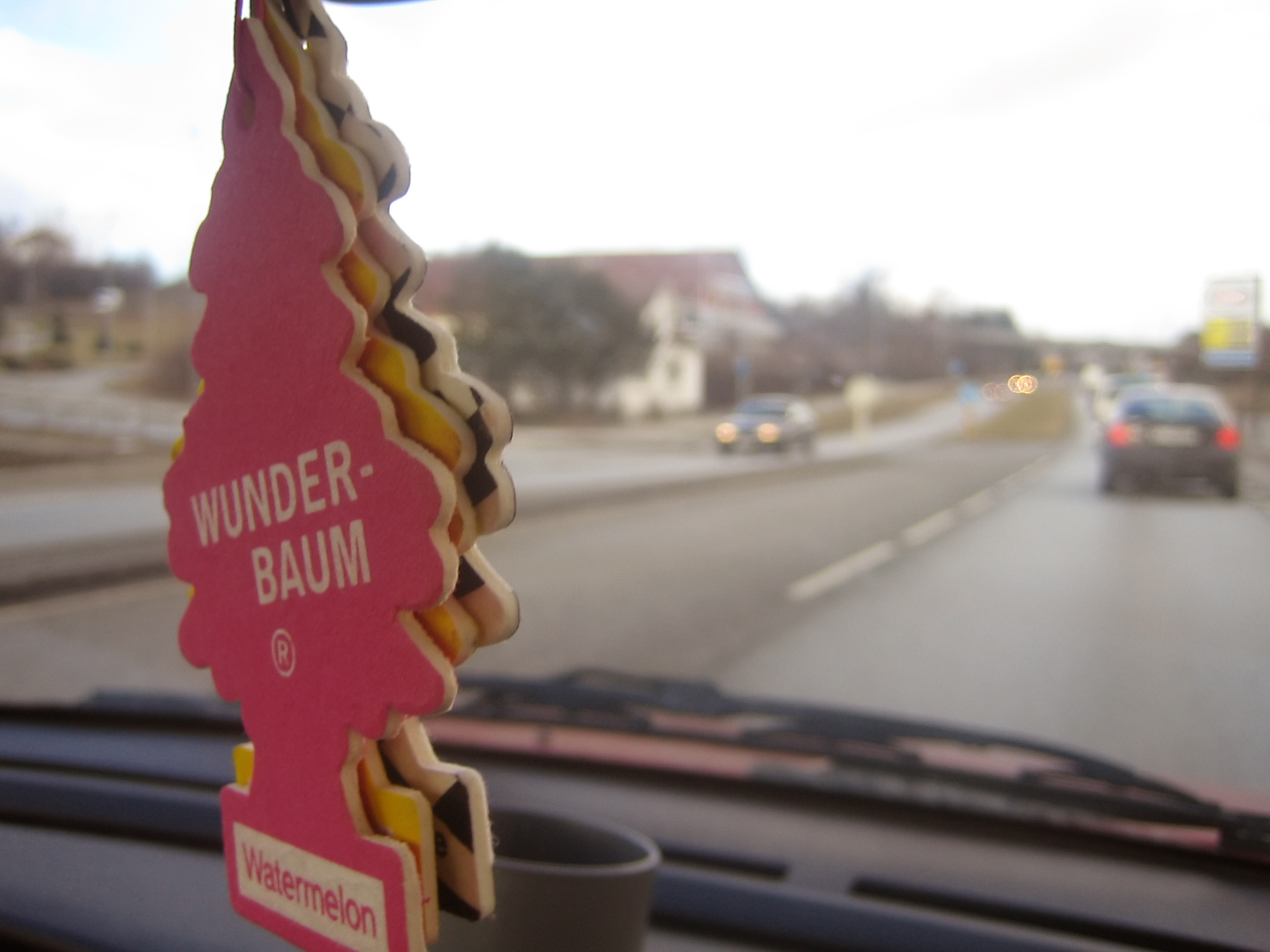
Wunderbaum hängande i en bils backspegel.

Wunderbaum eller Wunder-Baum (tyska: underträd/mirakelträd), alternativt doftgran, är en "pappbit" formad som en gran och indränkt i doftande parfym. Wunderbaum, som är ett registrerat varumärke som ägs av Julius Sämann Ltd, används bland annat i bilar för att ge en behaglig doft i bilens inredning. 
Doftgranarna uppfanns 1952 i Watertown, i delstaten New York av den schweizfödde kanadensiske affärsmannen Julius Sämann, med varumärket "Little Trees". Doftgranarna tillverkas under licens på olika platser i Europa under andra namn: Magic Tree (Storbritannien, Irland), Wunder-Baum (Sverige, Tyskland, Norge, Finland, Danmark), och Arbre Magique (Frankrike, Italien, Spanien, Portugal). I Sverige tillverkas Wunder-Baum sedan 1965 av företaget Yngve Niklasson AB i Strömstad.
Wunderbaum har blivit en ikon i populärkultur. De är populära bland raggare, som ofta brukar ha en eller flera i sina bilar, och har därför förknippats i Sverige med raggare och raggarbilar. Wunderbaum förekommer ikoniskt bland annat i filmerna Repo Man, Fisher King och Logorama.